# Обикновен сънливец
Обикновеният сънливец (Myoxus glis или Glis glis) е вид гризач от семейство Сънливцови (Gliridae). Наричан е още съсел, цоцел и рявка. Разпространен е в по-голямата част от Европа, включително и в България.
Обикновеният сънливец в Западна Европа се нарича още „тлъст“ или „ядлив“, тъй като преди да изпадне в зимен сън, затлъстява значително, а „ядлив“, или „малка чинчила“, защото в древния Рим месото му се е считало за особен деликатес.

## Физически характеристики
Дължината на тялото му е 117-176 mm, дължината на опашката 92-134 mm и тежи около 185 g. В България може да бъде объркан с обикновената катерица, но е доста по-дребен и винаги в сивкаво-кафяви или сивкаво-сребристи тонове. Тялото и опашката са монотонно оцветени, като има слабо изразени и малко по-тъмни кръгове около очите. Коремът му е по-светъл. Също така понякога бива бъркан с млада сива катерица, но двата вида се срещат заедно единствено в Англия.

## Разпространение
Среща се в почти цяла Европа, без крайните западни, югозападни и източни част, в Задкавказието и по южното крайбрежие на Каспийско море. В България се среща в цялата страна. Обитава главно широколистни гори и по-рядко скалисти местности и овощни насаждения, като понякога се заселва и в подпокривните пространства на сгради. В началото на 20 век е внесен в Англия, но не успява да увеличи значително популацията си.

## Начин на живот и хранене
Екологичната ниша на обикновения сънливец е аналогична на тази на обикновената катерица, с тази разлика, че той е активен през нощта. Движи се доста ловко по стеблата и короните на дърветата. Деня прекарва спейки в гнездото си или някоя подходяща дупка. През август започва да натрупва тлъстини и през октомври достига максимално тегло, като е улавян екземпляр тежащ 230 гр. При първите студове се скрива в подходяща дупка или гнездо и изпада в летаргия. С опашката си завива муцуната и корема. Температурата на тялото спада, а пулсът намалява от 450 удара в минута на 35. Интервалът между две вдишвания може да достигне един час. Вцепенява се и изглежда мъртъв. Зимният сън продължава до май или в по-студени райони до юни, като през това време губи до 50% от теглото си. При затопляне много бързо възвръща жизнените си функции.
Храни се с ядки, семена и друга храна от растителен произход, както и с гъсеници, насекоми, яйца на птици и техните малки.
Врагове на обикновения сънливец са основно нощните грабливи птици и златките. По-рядко, но също така става плячка и на дневни грабливи птици, котки, белки, змии и въобще всякакви хищници с подходящ размер.

## Размножаване
Около месец след като се събуди се активизират половите му жлези и влиза в размножителен период. Ражда 3-9 малки в началото на август. Бременността трае около месец, а малките проглеждат след 3-4 седмици и почти веднага започват да приемат и твърда храна.

## Природозащитен статус
В България и по света видът е незастрашен.